# إذاعة جرين تك
إذاعة جرين تك هي شركة إذاعة مقرها ماساتشوستس ، الولايات المتحدة ، تهتم بإصدار تقارير يومية، بحوث تسويقية، واخبار عن الأنظمة الكهربية والطاقة المتجددة.

أسسها كل من سكوت كلافيني وريك تومبسون في فبراير عام 2007 ، وأعلنا أن رأس المال الإستثماري لها سيصل إلى أكثر من مليون دولار في شهر مايو لنفس العام. وإلى 2.75 مليون دولار في مايو عام 2008.
تمتلك الشركة الآن أربع مكاتب خارج ماساتشوستس فيبوسطن، نيويورك، سان فرانسيسكو وميونخ.

## الصفقات
اعلنت محطة جرين تك أن قيمتها التسويقية وصلت تقريبا الي 1.2 مليار دولار وحققت 85 صفقة في الربع الثاني من عام 2009 . في حين أنها حققت 59 صفقة في الربع الأول لعام 2009.

## اقرأ أيضا
- رابطة صناعات الطاقة الشمسية .
- فروست أند سوليفان .
- وكالة الطاقة الشمسية بأوروبا .
- معهد أبحاث الطاقة الكهربائية .
- نمو الخلايا الشمسية .
- الشبكة الكهربية .
- الشبكة الذكية .
- بحث السوق .
- فرصة السوق .
- نمو اقتصادي .
- توزيع الطاقة .
- تخزين الطاقة .
- السوق المشتركة للطاقة .
- توليد الكهرباء .
- تجارة الطاقة المتجددة .
- سوق الكهرباء .